# Twerenbold Service

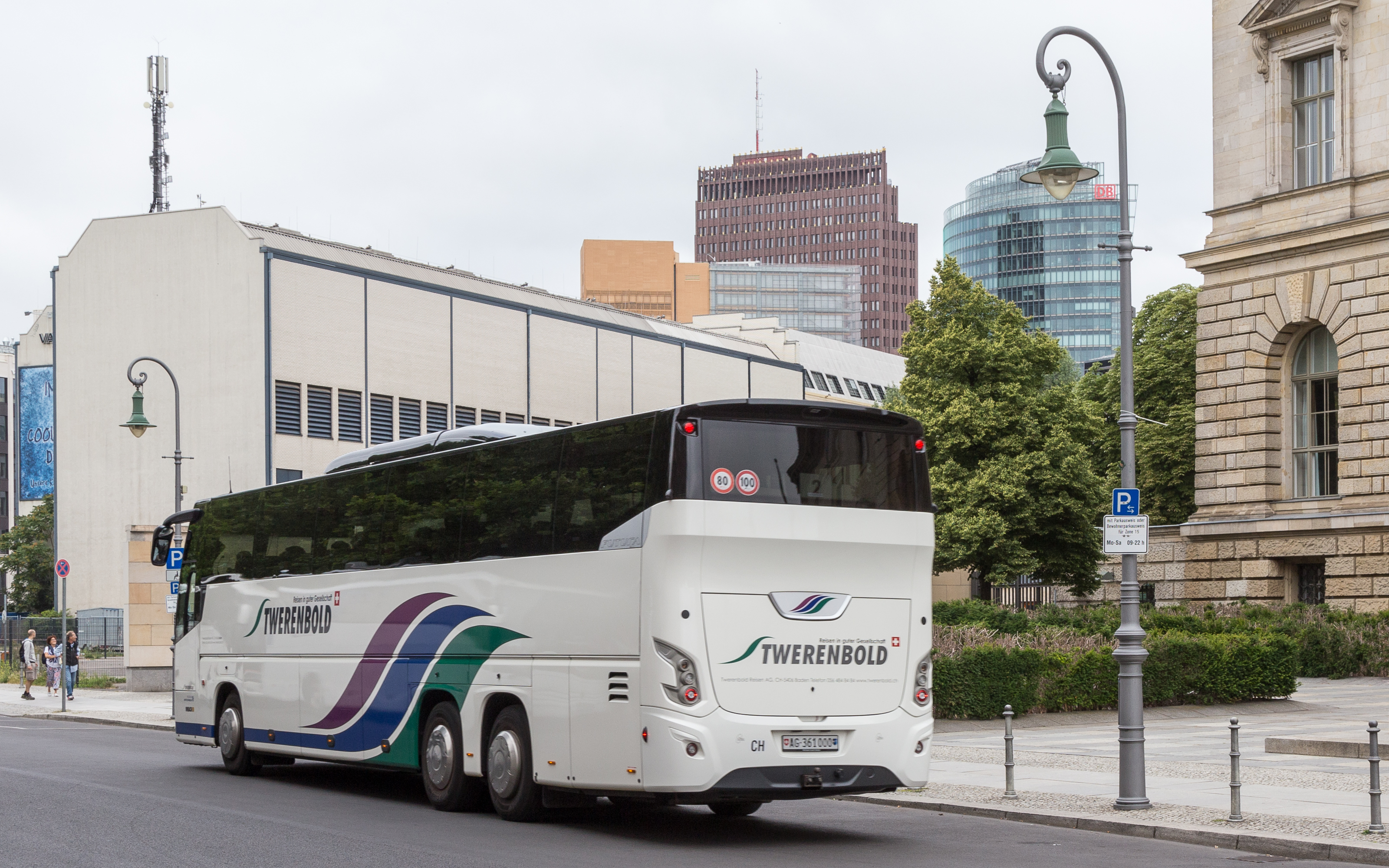
Twerenbold-Reisebus in Berlin

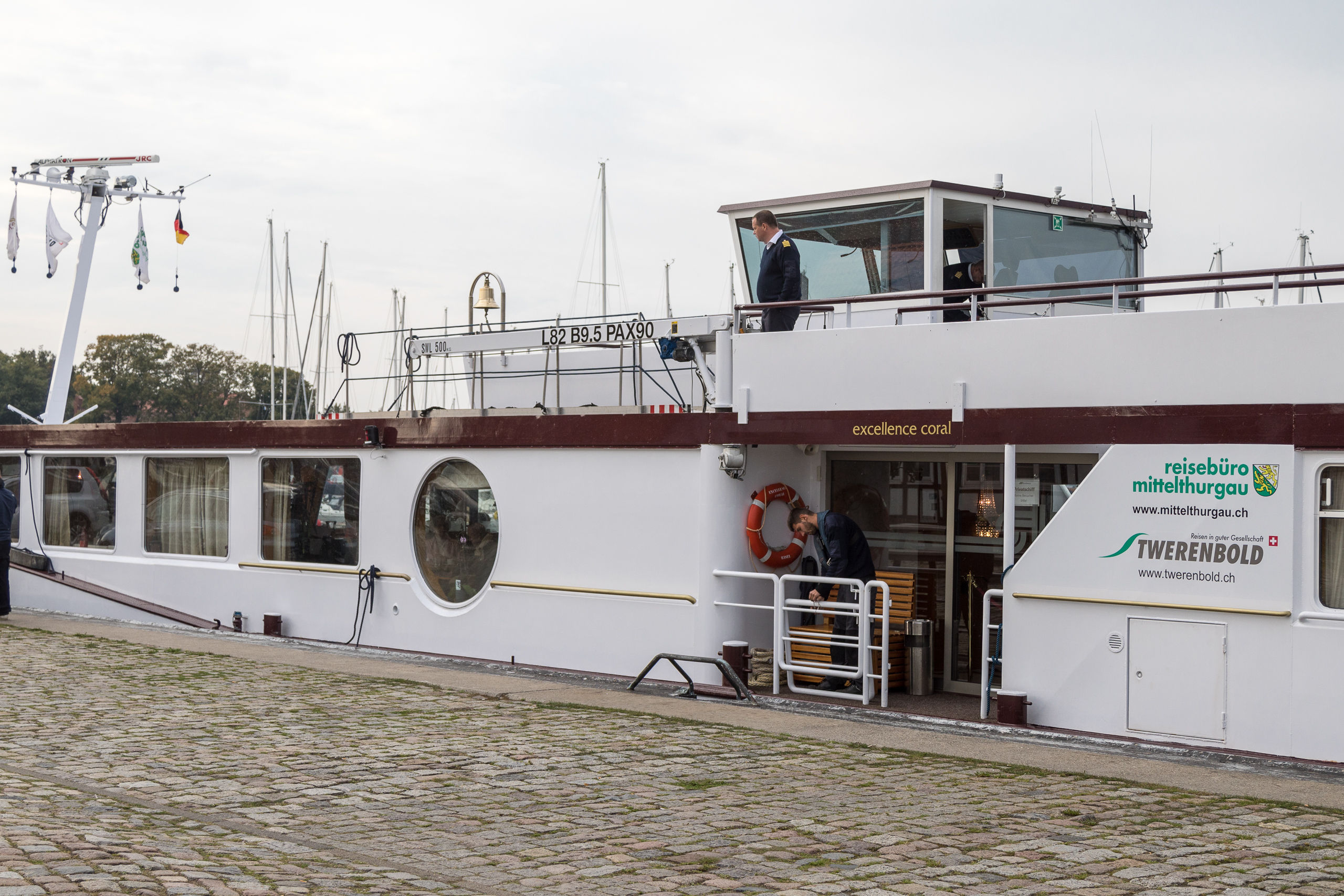
Exellence Coral in Stralsund

Die Twerenbold Service AG mit Sitz in Baden-Rütihof ist die Holdinggesellschaft einer Schweizer Unternehmensgruppe, die seit 1895 im Tourismus, Personentransport und Gütertransport tätig ist. Die Gründerfamilie leitet das Unternehmen mit Verwaltungsratspräsident Karim Twerenbold in 4. Generation. Zur Twerenbold-Gruppe zählen der Busreisen-Anbieter Twerenbold Reisen AG, die Reisebüro Mittelthurgau Fluss- und Kreuzfahrten AG, die Imbach Reisen AG, Vögele Reisen sowie die Reederei Swiss Excellence River Cruise GmbH. Die Gruppe beschäftigt 300 Mitarbeitende und erwirtschaftete 2016 einen Umsatz von über 150 Millionen Schweizer Franken.

## Tätigkeitsgebiet
Die Gruppe ist mit verschiedenen Tochterfirmen und Marken aktiv. Die Twerenbold Reisen AG veranstaltet als einer der grössten Anbieter in der Schweiz Busrundreisen in Europa. Die Reisebüro Mittelthurgau Fluss- und Kreuzfahrten AG ist spezialisiert auf Fluss- und Kreuzfahrten. Mehrere Flussschiffe gehören zur Gruppe. Imbach Reisen AG bietet Wanderreisen an. Vögele Reisen ist fokussiert auf Erlebnis-Rundreisen weltweit. Die Swiss Excellence River Cruise GmbH betreibt als Reederei Passagierflussschiffe.

## Geschichte
1895 gründete Jakob Twerenbold, ein ehemaliger Kutscher des Grand Hôtels in Baden, eine Fuhrhalterei mit Sitz in Ennetbaden. Neben Kurgästen der Thermalbäder transportierte er Holz, Möbel oder Kies. 1919 läutete ein bereifter Arbenz-Lastwagen die Motorisierung ein. 1925 stiess der erste Saurer hinzu, der als Lastwagen und Car genutzt werden konnte. Die zweite Generation mit den Brüdern Hans, Josef und Walter führte das Geschäft 1937 in die Gebrüder Twerenbold AG über. Nach der Kriegszeit begann der Aufschwung. Mit vorerst fünf Reisebussen steuerten sie Ausflugsziele in der Schweiz und später im Ausland an. Parallel dazu baute Twerenbold ein Taxigeschäft auf.
1969 übernahm der Alleinaktionär Werner Twerenbold das Geschäft und liess die Twerenbold Reisen & Transport – AG (die heutige Twerenbold Service AG) im Handelsregister eintragen. 1985 stiess die Firma Louis Geissmann aus Mellingen AG  mit ihren Postautos zur Gruppe, später die touristischen Anbieter Reisebüro Mittelthurgau, Imbach und Vögele Reisen. Werner Twerenbold steigerte den Umsatz innerhalb von 40 Jahren von 3 auf über 120 Millionen Franken. Werner Twerenbold wurde 2011 mit dem «Travel Manager Personality Award» und dem SVC Unternehmerpreis Nordschweiz ausgezeichnet. 2015 verstarb er bei einem Unfall. Die Nachfolge trat sein Sohn Karim Twerenbold an. Karim Twerenbold ist bereits seit 2011 im Unternehmen tätig. Seit 2016 amtet er als Verwaltungsratspräsident.